# ヘヴィー・ステレオ
ヘヴィー・ステレオ（Heavy Stereo）は、イギリスのロック・バンド。
オアシスのギタリストであるゲム・アーチャーが在籍したことで知られる。1970年代のグラムロックからの影響が色濃いサウンドを展開した。1999年にアーチャーのオアシス加入に伴い解散した。

## メンバー
- ゲム・アーチャー - ボーカル、リズムギター、ピアノ
- ネズ - ベース
- ピート・ダウニング - リードギター
- ニック・ジョーンズ - ドラムス、パーカッション

## ディスコグラフィ

### スタジオ・アルバム
- 『デジャ・ヴードゥー』 - Deja Voodoo (1996年)

### シングル
- 「スリープ・フリーク」 - "Sleep Freak" (1995年)
- "Smiler" (1995年)
- "Chinese Burn" (1996年)
- 「マウス・イン・ア・ホール」 - "Mouse in a Hole" (1996年)